# 太极2英雄崛起
《太极2英雄崛起》（英語：Tai Chi Hero）是一部由冯德伦执导、陈国富编剧并监制、洪金宝担任动作指导的华语动作片，是《太极1从零开始》的续集。本片于2012年10月25日上映IMAX 3D版本，11月1日正式上映普通2D和3D版本。
影片上映后首周四天收获730万元，至11月25日累计1.15亿元，最终票房将近1.22亿元人民币。

## 故事
清中葉以後，西方列強大舉入侵，中國面臨千年未有之變局......
為救亡圖存，有識之士發起洋務運動，惇親王是其中首腦。
惇親王深受慈禧信任，權傾一時，他大興鐵路、辦工廠，更建立現代化軍隊，用以對抗洋人......

## 演員表

### 陳家溝
主要人物
| 演員       | 角色   | 備註 |
| 袁曉超     | 楊露禪 | 主角。 |
| Angelababy | 陳玉娘 | 陳長興的女兒，楊露禪的妻子。 |
| 梁家輝     | 陳長興 | 陳家拳掌門。 |
| 馮紹峰     | 陳栽秧 | 陳長興長子，愛好發明與機械。 於首集片尾時，歸來陳家溝。 實為開發「天威翼」等發明導致破產，與方子敬達成協議，回來陳家溝鬧事。 自幼不愛練武，不得父親的關愛，無法一展自己對於機械和發明方面的長才，遂遠走他鄉。 即使事隔多年，父子之間想法的隔閡仍無法被解開。 曾與方子敬是老朋友，自從發現其陰謀後，便再度回到陳家溝應戰。 |

相關人物
| 演員   | 角色               | 備註 |
| 陳思成 | 陳耕耘             | 陳長興次子。 被陳長興指派去天津採藥，實為探清栽秧底細。 |
| 熊乃瑾 | 二 嫂              | 陳耕耘之妻。 |
| 吳 迪  | 陳有直             | 陳長興三子 聽信「銅鐘讖」傳聞，將露禪當作禍害。 |
| 馮淬帆 | 三叔祖             | 陳家的老主人之一，陳長興的叔父。 謹守祖訓，難以變通。 |
| 謝欣穎 | 金允兒             | 陳栽秧之妻，自幼失聰。 具有相當的武功底子，善用機械及兵器。 和栽秧聯手「製造」出銅鐘讖傳聞。 |
| 謝 賢  | 陳所樂             | 陳家十世祖，傳承延續由九世祖陳王廷所創建之陳家拳。 掌門期間，一瘋和尚於陳家溝賴著不走，善心的十世祖非但沒將他驅逐還供其吃住。 半個月後，此和尚與陳家弟子發生衝突，從他口中得知學成弟子在外仗勢為燒殺淫虐。 自覺識人不清的十世祖，深受震撼及慚愧，便依和尚的告誡，立下了陳家拳不外傳給外姓人的百年祖訓。                                |
| 吴彦祖 | 瘋和尚（衍因大师） | 不請自來的神秘高僧（實際來自少林寺，因使用金鐘罩技法擊退忍無可忍而出手的陳家弟子）。 武功深不可測，在外地逮了仗勢陳家拳而傷人性命的徒弟“追風手”吳魁，便到陳家溝打算尋師問罪。 但在住了半個月後，得知陳家溝民風純樸，其後告誡十世祖的收徒眼光。 離開陳家溝前，留下四句陳家溝數代引以為戒的讖文－ 異人習拳，禍延全村，銅鐘夜響，族滅人亡 |

### 王府．東印度
主要人物
| 演員        | 角色   | 備註 |
| 袁文康      | 惇親王 | 王爺。 |
| 元 彪       | 李乾坤 | 八卦門掌門人，王爺心腹，亦為御膳大廚。 |
| 彭于晏      | 方子敬 | 同樣出身陳家溝，卻因為外姓而無法習拳，從小飽受欺侮，又加上戀人克萊兒的死，致使他想一舉滅掉陳家溝。 以東印度公司的名義用五萬兩銀買下官位並揭發江嚴皓。再以金錢攻勢與栽贓陳家溝之下調動神機營（砲兵部隊），意圖以剿平亂黨的名義毀滅陳家溝。 |
| 彼得·斯特曼 | 菲林明 | 英國公爵。隸屬於東印度公司，方子敬的上級。 方子敬闖入陳栽秧廠房時，被誤認為陳栽秧遭到官兵活逮，他曾出面解救。 |
| 英達        | 江嚴皓 | 原河南省道員。 方子敬上書總督，揭發他貪污舞弊之實，再以五萬兩買下官位。 最後被送入大牢。 |

## 後續
太極系列原本計畫拍三部曲，第三部標語「顛峰在望」也已取好，但由於前兩部票房於中國以外地區皆慘淡無比，故第三部胎死腹中已無意再拍。